# Live Concert at the Forum
Live Concert at the Forum é o segundo álbum ao vivo da cantora americana Barbra Streisand, lançado em 1º de outubro de 1972 pela Columbia Records. 
Produzido pelo colaborador de longa data Richard Perry, foi gravado no The Forum, em Inglewood, parte da Grande Los Angeles, em 15 de abril de 1972, durante o evento Four for McGovern, um concerto realizado em benefício da campanha presidencial de George McGovern, de 1972. 
Os medleys  "Sweet Inspiration" e "Where You Lead",  "Sing" e "Make Your Own Kind of Music" e a canção "Didn't We" foram lançados como singles, ao longo de 1972. O primeiro single foi nomeado ao 15º Grammy Awards, na categoria Melhor Performance Vocal Pop Feminina. 
A resposta da crítica especializada foi positiva, com muitos elogiando o notável desempenho vocal de Streisand e sua desinvoltura ao lidar com a plateia que a assistia. 
Comercialmente, alcançou os números 17 e 19 nas paradas de álbuns no Canadá e dos Estados Unidos, respectivamente, e recebeu uma certificação um disco de platina da Recording Industry Association of America por vendas superiores a um milhão de cópias nos Estados Unidos.
Uma versão em CD foi lançada em 6 de setembro de 1989.

## Produção e conteúdo

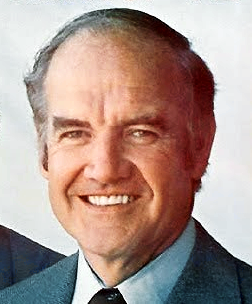
George McGovern no pôster de sua campanha, em 1972.

Live Concert at the Forum, lançado em 1 de outubro de 1972, é o segundo álbum ao vivo da cantora, sendo o primeiro A Happening in Central Park, de 1968.
A gravação ocorreu durante o segmento de Streisand no show Four for McGovern, realizado em 15 de abril de 1972, na arena coberta The Forum, em Inglewood. Os cantores superstar Carole King, James Taylor e Streisand encabeçaram o show junto com Quincy Jones e sua orquestra. O concerto foi feito para arrecadar fundos para campanha presidencial de George McGovern, em 1972.
Os ingressos para a apresentação variaram entre $5,50 a $100,00 dólares e o evento em si arrecadou mais de $300.000; no entanto, depois de cobrir as despesas do show, a campanha de McGovern recebeu apenas cerca de US $18.000 em doações.
Em uma advertência simulada sobre os males da erva daninha, Streisand acendeu um baseado durante uma de suas canções e fingiu que estava sob a influência de maconha durante a apresentação.
Richard Perry produziu as onze faixas, a maioria das quais são de trabalhos anteriores da discografia de Streisand. Os arranjos foram conduzidos por Don Costa, Don Hannah, Peter Matz, Claus Ogerman e Gene Page. David Shire foi o maestro e Eddie Kendricks foi o diretor vocal.
Durante a performance, Barbra ofereceu ao público a chance de escolher entre "Second Hand Rose" e "Stoney End", sendo a última a escolhida. Esse foi o quarto LP da cantora a ser lançado em versão quadrifônico; a versão traz de diferente uma pequena frase dita por Barbra: "Anyway, they told me that... forgot to take it out...".

## Singles

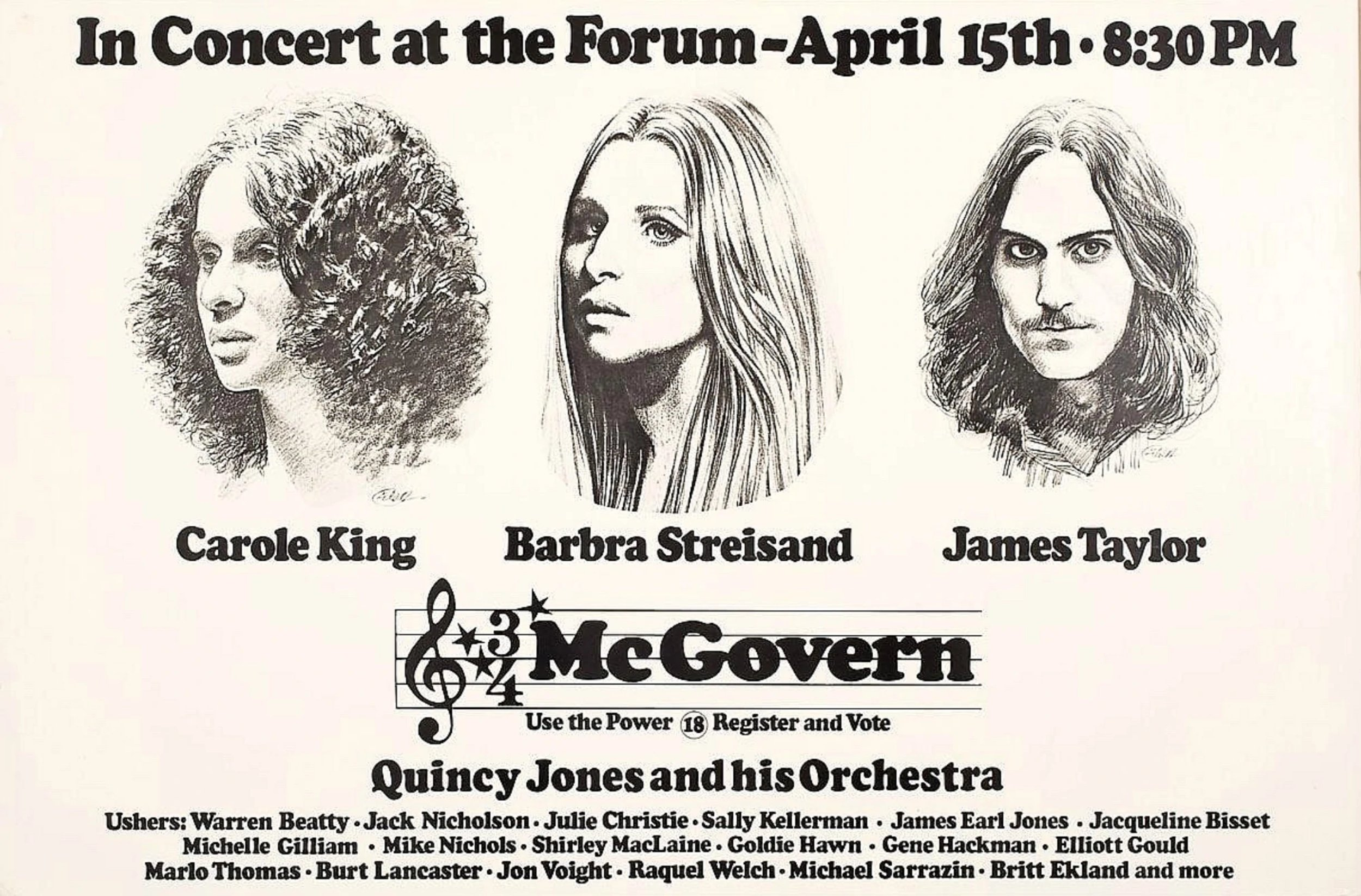
Flyer do concerto Four for McGovern

Três singles foram lançados ao longo de 1972. O medley de "Sweet Inspiration" e "Where You Lead" foi o primeiro, o lançamento ocorreu em 25 de maio de 1972, em um compacto simples com faixa "Didn't We" como lado B. As quatro cantoras de Eddie Kendricks - Venetta Fields, Marti McCall, Geraldine Jones e Clydie King -aparecem com os vocais de apoio. O medley foi o single de maior sucesso comercial, chegando ao número 37 nos Estados Unidos e no Canadá. Além de ser indicada no 15º Grammy Awards, na categoria Melhor Performance Vocal Pop Feminina, Streisand mais tarde apresentaria esta versão ao vivo em sua segunda coletânea de maiores sucessos, Barbra Streisand's Greatest Hits Vol. 2, de 1978.
O medley de "Sing" e "Make Your Own Kind of Music" foi lançado como segundo single, em agosto de 1972 e tendo como lado B a performance ao vivo de "Starting Here, Starting Now". Alcançou a posição de número 94 na Billboard Hot 100 e em posições mais baixas nas paradas Adult Contemporary no Canadá e nos Estados Unidos.
"Didn't We" foi lançada como o terceiro e último single, em novembro de 1972. A Columbia Records distribuiu o single que tem como lado B "On a Clear Day You Can See Forever". De acordo com Julian Coleman, da revista Billboard, a música era popular nas rádios voltadas a soul music e tinha ótimo airplay. Alcançou a posição de número 82 na Billboard Hot 100, nas paradas Adult Contemporary dos Estados Unidos e Canadá, alcançou os números 22 e 46, respectivamente.

## Recepção crítica
| Críticas profissionais | Críticas profissionais |
| Avaliações da crítica  | Avaliações da crítica  |
| Fonte                  | Avaliação              |
| ---------------------- | ---------------------- |
| AllMusic               | [ 5 ]                  |
| Rolling Stone          | Favorável              |
| Revista Manchete       | Favorável              |

As resenhas dos críticos musicais foram positivas. 
William Ruhlmann, do site AllMusic avaliou com três estrelas de cinco, apreciando as diferenças notórias de "quanto sua música mudou desde que seu primeiro [disco ao vivo] foi lançado quatro anos antes". Destacou as performances de "People" e "Stoney End", observando que ambas "demonstram a versatilidade de Streisand" como músico. Ruhlmann também elogiou os vocais, reconheceu sua "entrega total" e apreciou seus comentários durante o monólogo, achando-os "tão datados quanto oportunos em 1972".
Jon Landau, da revista Rolling Stone escreveu que "há algo sobre aquela grande, bela e instantaneamente reconhecível voz cantando na frente de uma big band estritamente profissional, que lança uma sombra sobre o material"; elegeu "On a Clear Day (You Can See Forever)".
Wilson Cunha, da revista Manchete, chamou-o de "extraordinário" e que revela "mais uma vez, o incrível domínio de Barbra sobre a plateia e o notável domínio dela sobre si mesma, um caso de técnica a serviço do sentimento".

## Desempenho comercial
Nos Estados Unidos, estreou no número cem na parada Billboard 200, na semana que terminou em 18 de novembro de 1972. Em 6 de janeiro do ano seguinte, alcançou a posição de número 19.
A Recording Industry Association of America certificou como disco de ouro, por vendas de mais de 500.000, em 13 de fevereiro de 1973 e atualizou a certificação para disco de platina por um milhão de cópias, em 21 de novembro de 1986.
No Canadá, onde foi lançado com o título Barbra Streisand Live, alcançou uma posição ligeiramente superior, estreou no número 94, em 2 de dezembro de 1972 e durante o mês seguinte atingiria o pico no número 17.
De acordo com o encarte do box da retrospectiva de Barbra: Just for the Record..., de 1991, foi certificado com um disco de ouro no Canadá.

## Lista de faixas
Todas as canções produzidas por Richard Perry. Créditos adaptados do encarte de Live Concert at the Forum, de 1972.
| Live Concert at the Forum – Standard edition |                                        |                                                                 |         |  |
| N.º                                          | Título                                 | Compositor(es)                                                  | Duração |  |
| 1.                                           | "Sing / Make Your Own Kind of Music"   | Joe Raposo Barry Mann Cynthia Weil                              | 4:23    |  |
| 2.                                           | "Starting Here, Starting Now"          | Richard Maltby Jr. David Shire                                  | 2:45    |  |
| 3.                                           | "Don't Rain on My Parade"              | Bob Merrill Jule Styne                                          | 2:40    |  |
| 4.                                           | "Monologue" (Dialogue)                 |                                                                 | 3:12    |  |
| 5.                                           | "On a Clear Day (You Can See Forever)" | Alan Jay Lerner Burton Lane                                     | 1:56    |  |
| 6.                                           | "Sweet Inspiration / Where You Lead"   | Dan Penn Spooner Oldham Carole King Toni Stern                  | 6:19    |  |
| 7.                                           | "Didn't We"                            | Jimmy Webb                                                      | 3:12    |  |
| 8.                                           | "My Man"                               | Jacques Charles Channing Pollack Albert Willemetz Maurice Yvain | 4:34    |  |
| 9.                                           | "Stoney End"                           | Laura Nyro                                                      | 3:06    |  |
| 10.                                          | "Sing / Happy Days Are Here Again"     | Raposo Milton Ager Jack Yellen                                  | 5:30    |  |
| 11.                                          | "People"                               | Merrill                                                         | 3:28    |  |
| Duração total:                               | Duração total:                         | Duração total:                                                  | 41:05   |  |

| Live Concert at the Forum – 8-track cartridge edition |                                      |         |  |
| N.º                                                   | Título                               | Duração |  |
| 1.                                                    | "Sing / Make Your Own Kind of Music" | 4:23    |  |
| 2.                                                    | "Starting Here, Starting Now"        | 2:45    |  |
| 3.                                                    | "Don't Rain on My Parade"            | 2:40    |  |
| 4.                                                    | "Monologue" (Part 1)                 | 1:28    |  |
| 5.                                                    | "Monologue" (Conclusion)             | 1:35    |  |
| 6.                                                    | "On a Clear Day You Can See Forever" | 1:56    |  |
| 7.                                                    | "Sweet Inspiration / Where You Lead" | 6:19    |  |
| 8.                                                    | "Didn't We"                          | 3:12    |  |
| 9.                                                    | "My Man"                             | 4:34    |  |
| 10.                                                   | "Stoney End" (Part 1)                | 2:01    |  |
| 11.                                                   | "Stoney End" (Conclusion)            | 1:08    |  |
| 12.                                                   | "Sing / Happy Days Are Here Again"   | 5:30    |  |
| 13.                                                   | "People"                             | 3:28    |  |
| Duração total:                                        | Duração total:                       | 41:09   |  |